# Michiel van der Heijden
Pour les articles homonymes, voir Heijden.
Michiel van der Heijden, né le 3 janvier 1992, est un coureur cycliste néerlandais spécialiste de cyclo-cross et de VTT cross-country.

## Palmarès en VTT cross-country

### Championnats du monde
- Mont Sainte-Anne 2010
  -  Champion du monde de cross-country juniors
- Saalfelden-Leogang 2012
  -  Médaillé d'argent du cross-country espoirs
- Pietermaritzburg 2013
  -  Médaillé de bronze du cross-country espoirs
- Lillehammer-Hafjell 2014
  -  Champion du monde de cross-country espoirs

### Coupe du monde de VTT
- Coupe du monde de cross-country juniors
  - 2010 : vainqueur à Dalby Forest, Houffalize et Offenbourg
- Coupe du monde de cross-country espoirs (1)
  - 2012 : 1er du classement général, vainqueur à Mont-Sainte-Anne et Windham
  - 2013 : 3e du classement général
  - 2014 : 2e du classement général, vainqueur à Mont-Sainte-Anne
- Coupe du monde de cross-country
  - 2018 : 61e du classement général

### Championnats d'Europe
- Zoetermeer 2009
  -  Médaillé d'argent du cross-country juniors
  -  Médaillé de bronze du relais mixte
- Haïfa 2010
  -  Médaillé de bronze du cross-country juniors
- Moscou 2012
  -  Médaillé d'argent du cross-country espoirs
  -  Médaillé de bronze du relais mixte
- Saint-Wendel 2014
  -  Médaillé d'argent du cross-country espoirs

### Championnats des Pays-Bas
- 2009
  -  Champion des Pays-Bas de cross-country juniors
- 2010
  -  Champion des Pays-Bas de cross-country juniors
- 2013
  -  Champion des Pays-Bas de cross-country
- 2014
  -  Champion des Pays-Bas de cross-country
- 2015
  -  Champion des Pays-Bas de cross-country
- 2017
  -  Champion des Pays-Bas de cross-country

## Palmarès en cyclo-cross
- 2006-2007
  - 3e du championnat des Pays-Bas de cyclo-cross cadets
- 2008-2009
  - 10e du championnat du monde de cyclo-cross juniors
- 2009-2010
  - Internationale Cyclo-Cross Koppenberg, Audenarde
  - 2e du championnat des Pays-Bas de cyclo-cross juniors
  -  Médaillé de bronze au championnat d'Europe de cyclo-cross juniors[1]
  - 4e de la Coupe du monde
  - 10e du championnat du monde de cyclo-cross juniors
- 2011-2012
  -  Médaillé de bronze du championnat du monde de cyclo-cross espoirs
- 2012-2013
  - Namur espoirs, Namur
  - 7e du championnat du monde de cyclo-cross espoirs